# Andrew Lincoln
Andrew James Clutterbuck (művészneve Andrew Lincoln) (London, 1973. szeptember 14 –) angol színész.
Legismertebb szerepe Rick Grimes a The Walking Dead című sorozatból.

## Fiatalkora
Apja építőmérnök volt, anyja ápolónő. Családja Kingston upon Hullbe költözött, amikor 18 hónapos volt, majd 8-9 éves korában Bathba költöztek. A Beechen Cliff iskolában tanult, ahol 14 éves korában megkapta első szerepét a zsebtolvajként egy iskolai színdarabban, az Olive-ben. Egy nyarat töltött a National Youth Theatre-ben Londonban, és elkezdett érdeklődni a hivatásos színészkedés iránt. Miután elvégezte az iskolát, a Royal Academy of Dramatic Arts-ben tanult tovább és színpadi névként kezdte használni az Andrew Lincoln nevet.

## Pályafutása
1994-ben debütált a televízióban a Drop the Dead Donkey című brit szituációs komédia egy epizódjában. 1995-ben, röviddel a drámaiskola elvégzése után, megkapta első nagyobb szerepét a This Life című televíziós drámában. Számos televíziós és dráma szereplés után vált sztárrá (The Woman in White, The Canterbury Tales, Wuthering Heights) amelyek közül kiemelkedő a Teachers-ben játszott szerepe, mint Simon Casey a próbaidős tanár. Egy másik főszerepe is volt, ahol egy egyetemi előadót és pszichológust játszott, Robert Bridge-t az AfterLife-ban, továbbá együtt szerepelt Richard Armitage-el a Strike Back című 2010-es sorozatban. 
Lincoln megjelent különféle filmekben is, mint például a Human Traffic-ben és a Gangster No. 1-ben, továbbá Vanessa Paradis-al szerepelt a Heartbreaker-ben. 2003-as szerepe Mark-ként a Igazából szerelemben különösen nagy elismerést okozott neki. A filmek és a televíziós műsorok mellett, Lincoln szívesen játszott színházi darabokban is. 
Megjelent számos darabban, beleértve a Hushabye Mointaint 1999-ben és a sokak által dicsért Blue/Orange-t 2000-2001-ben. Ezenfelül szinkronszínészként is dolgozott és 2 epizódot rendezett a Teachers harmadik évadából, amiért BAFTA jelölést kapott a legjobb kezdő rendező kategóriában 2004-ben. 2010 áprilisában megkapta Rick Grimes szerepét a The Walking Dead című sorozatban, ami igazán híressé tette. A bemutatás évében a nézettség 5.34 millió volt csak Amerikában, ezzel maga mögé utasítva az összes eddigi horror sorozatot.(Mellesleg a GTA San Andreas számítógépes játékban Mike Torenot róla mintázták.)

## Magánélete
2006. június 10-én elvette feleségül Gael Anderson-t. Két gyerekük született, Matilda és Arthur. Apple Martin volt a koszorúslány az esküvőjükön.
Lincoln bátyja, Richard Clutterbuck vezeti a Bristol Free School-t.

## Filmográfia

### Film
| Év   | Magyar cím              | Eredeti cím                     | Szerep             | Magyar hang    |
| ---- | ----------------------- | ------------------------------- | ------------------ | -------------- |
| 1995 | Boston Kickout          | Boston Kickout                  | Ted                | Bartucz Attila |
| 1998 |                         | Understanding Jane              | férfi a partin     |                |
| 1999 |                         | A Man's Best Friend (rövidfilm) | férfi              |                |
| 1999 |                         | Human Traffic                   | Felix              |                |
| 2000 | Gengszterek gengsztere  | Gangster No. 1                  | Maxie King         |                |
| 2000 |                         | Offending Angels                | Sam                |                |
| 2003 | Igazából szerelem       | Love Actually                   | Mark               | Rajkai Zoltán  |
| 2004 | Kitartó szerelem        | Enduring Love                   | tévéproducer       | Czvetkó Sándor |
| 2006 | Drámai pillanatok       | These Foolish Things            | Christopher Lovell |                |
| 2006 | Ízlések és rokonok      | Comme t'y es belle !            | Paul               | Rajkai Zoltán  |
| 2006 | Szex és szerelem        | Scenes of a Sexual Nature       | Jamie              | Németh Kristóf |
| 2010 | Szívrablók              | L'Arnacœur                      | Jonathan           | Szabó Máté     |
| 2010 | Harc az egyenjogúságért | Made in Dagenham                | Mr. Clarke         | Zöld Csaba     |
| 2020 | Penguin Bloom           | Penguin Bloom                   | Cameron Bloom      | Rajkai Zoltán  |

## Fordítás
- Ez a szócikk részben vagy egészben  az   Andrew Lincoln című angol Wikipédia-szócikk ezen változatának fordításán alapul.  Az eredeti cikk szerkesztőit annak laptörténete sorolja fel. Ez a jelzés csupán a megfogalmazás eredetét és a szerzői jogokat jelzi, nem szolgál a cikkben szereplő információk forrásmegjelöléseként.